# Hepatitis A-vaccine
Hepatitis A-vaccine er en vaccine, der kan forhindrer hepatitis A. Det er effektiv i omkring 95% af tilfældene og varer i mindst femten år, muligvis for hele livet. Når vaccinen gives, anbefales det at to doser bliver givet omkring etårsalderen. Vaccinen bliver givet ved en indsprøjtning i en muskel.
World Health Organisation (WHO) anbefaler universel vaccination i områder, hvor sygdomme er forholdsvis almindelige. Hvis sygdommen er meget udbredt anbefales vaccination ikke, da alle folk typisk udvikler immunitet gennem infektion i børnealderen. Det amerikanske Center for Disease Control og Forebyggelse (CDC) anbefaler at vaccinere voksne, som er i en høj risiko klasse, og alle børn.
Alvorlige bivirkninger er meget sjældne. Smerter på injektionsstedet forekommer i omkring 15% af børn, og halvdelen af alle voksne. De fleste hepatitis A vacciner indeholder inaktiveret virus, mens et par indeholder svækket virus. Vacciner med svækket virus kan ikke anbefales under graviditet eller til folk med dårlig immunfunktion. Et par vacciner kombinerer hepatitis A med enten hepatitis B eller tyfus vaccine.
Den første hepatitis A vaccinen blev godkendt i Europa i 1991 og i USA i 1995. Vaccinen er på WHO's liste over livsvigtige Lægemidler, som en af de vigtigste mediciner der er brug for i 5n grundlæggende sundhedssystem.

## Medicinske anvendelser
I USA blev vaccinen først indført omkring 1996 til børn der boede i områder med høj Hepatitis A-risiko. I 1999 blev dette udvidet til områder hvor der var forhøjet risiko for infektion. I USA i dag er vaccinen stærkt anbefalet til alle børn i alderen fra 12 til 23 måneder i et forsøg på at udrydde virussen på landsplan. Selv om den oprindelige FDA-licens til Havrix af GlaxoSmithKline er dateret i 1995, har den været i brug i Europa siden 1993.
Ifølge det Amerikanske Centers for Disease Control og Forebyggelse, bør de følgende personer blive vaccineret: alle børn over et år gammel, personer hvor deres seksuelle aktivitet bringer dem i fare, personer med kronisk leversygdom, folk der bliver behandlet med koagulationsfaktorkoncentrat, folk der arbejder i den umiddelbare nærhed af Hepatitis A-virussen og folk der bor et område hvor der er et Hepatitis A. Hepatitis A er den mest almindelige vaccine-forbyggende virus man kan få under rejse, så folk, der rejser til steder hvor virussen er udbredt, såsom den Indiske subkontinent, Afrika, Mellemamerika, Sydamerika, Fjernøsten og Østeuropa bør blive vaccineret.
Vaccinen bør gives i en muskel i overarmen og gives i to doser for den bedste beskyttelse. Den første dosis af vaccinen bør følges op af en booster seks til tolv måneder senere. Beskyttelse mod hepatitis A begynder cirka to til fire uger efter den første vaccination er blevet givet. Beskyttelsen vare mindst 15 år, og er anslået til at kunne vare i mindst 25 år, hvis den fulde behandling gives.
Et Cochrane-review fandt, at begge typer af vacciner, der giver betydelig beskyttelse i mindst to år med den inaktiverede vaccine og mindst fem år med svækket vaccine. Undersøgelsen har også fundet beviser til at konkludere, at den inaktiverede vaccine var sikkert, men der kræves mere høj kvalitet grundlag for at kunne vurdere sikkerheden af den svækkede vaccine.

## Kommercielle vacciner
Dette er muligvis ikke en altomfattende liste over kommercielle hepatitis A vacciner der er til rådighed. Vær opmærksom på, at definitionen af "U" (enheder) kan variere mellem producenter afhængigt af, hvilken test de bruger til at måle hepatitis A antistof i deres produkter.
- Avaxim: produceret af Sanofi Pasteur. Inaktiveret hepatitis A-virus, der produceres i MRC-5 celler. Hver dosis indeholder 160 U antigen adsorberet med aluminiumhydroxid (0,3 mg Al.).[11]
- Epaxal: produceres af Crucell. Sælges også under navnene HAVpur og VIROHEP-A. Denne vaccine består af virosomes, kunstige partikler, der består af syntetiske lipider og influenza proteiner sammen med hepatitis A-antigen. Vaccinen indeholder ikke aluminium.[12]
- Havrix: lavet af GlaxoSmithKline. Inaktiveret hepatitis A-virus der er produceret i MRC-5 celler. Hver voksen dosis indeholder 1440 ELISA enheder af viral antigen adsorberet i aluminiumhydroxid (0,5 mg Al.). Pædiatriske doser (til børn) indeholder halvdelen af mængden af virusantigen og aluminium.[13]
- Healive: lavet af Sinovac. Inaktiveret hepatitis A-virus dyrkes i menneskelige diploide celle, efterfulgt af høst, rensning, inaktivering, og aluminium adsorption. Hver voksen dosis indeholder 500 U af viral antigen. Pædiatrisk dosis indeholder 250 U af viral antigen.
- Vaqta: produceret af Merck. Inaktiveret hepatitis A-virus, der er produceret i MRC-5 celler. En voksen dosis indeholder 50 U antigen adsorberet i 0,45 mg aluminium (aluminium hydroxyphosphate sulfat); en barnedosis indeholder den halve mængde af antigen og aluminium.[14]
- BIOVAC-EN: lavet af Pukang, Bliver solgt under navnet BIOVAC-ET i Indien og under navnet MEVAC-EN i Guatemala, Filippinerne, Bangladesh, Nepal, Usbekistan, Chile osv. Det er en frysetørret levende svækkede hepatitis A-vaccine. Hepatitis A-virus H2-stamme er produceret i menneskelige deploidceller. Denne vaccine kan tvinge den menneskelige krop til at producere antistof til at forebygge Hepatitis A. En pakke med et 0,5 ml hætteglas af Biovac-A og en 0,5 ml ampul af SWFI bør ikke indholdet under 6,5 Lg CCID50. Kun en enkelt dosis er nødvendig. WHO anbefaler denne vaccine. Forskning i langtidsvirkninger indikerer, at sero-konversion blev ved, og antistof var tit ikke mindre end 128 IU/ml efter 15 års vaccination.

### Kombinationsvacciner
- Twinrix er en vaccine mod hepatitis A og hepatitis B.
- Vivaxim er en vaccine mod hepatitis A og tyfus.[15][16]

## References
1. 1 2 3 4 5  "WHO position paper on hepatitis A vaccines – June 2012" (PDF). Wkly Epidemiol Rec. 87 (28/29): 261-76. 13. juli 2012. PMID 22905367.
2. 1 2  Ott JJ, Irving G, Wiersma ST (december 2012). "Long-term protective effects of hepatitis A vaccines. A systematic review". Vaccine. 31 (1): 3-11. doi:10.1016/j.vaccine.2012.04.104. PMID 22609026.
3. ↑  "Hepatitis A In-Short". CDC. 25. juli 2014. Hentet 7. december 2015.
4. ↑  Patravale, Vandana; Dandekar, Prajakta; Jain, Ratnesh (2012). Nanoparticulate drug delivery perspectives on the transition from laboratory to market (1. publ. udgave). Oxford: Woodhead Pub. s. 212. ISBN 9781908818195.
5. ↑  "19th WHO Model List of Essential Medicines (April 2015)" (PDF). WHO. april 2015. Hentet 10. maj 2015.
6. ↑  "Hepatitis A Vaccine Information". Vaccine Information. ImmunizationInfo. Hentet 2008-06-19.
7. 1 2 3 4  "Hepatitis A Vaccine: What you need to know" (PDF). Vaccine Information Statement. CDC. 2006-03-21. Hentet 2007-03-12.
8. ↑  "Hepatitis, Viral, Type A". Travelers' Health: Yellow Book (CDC). Arkiveret fra originalen 28. marts 2007. Hentet 2007-03-12.
9. 1 2  "Hepatitis A: Introduction". NHS Direct. 2006-10-10. Arkiveret fra originalen 10. marts 2007. Hentet 2007-03-12.
10. ↑  Irving GJ, Holden J, Yang R, Pope D (2012). "Hepatitis A immunisation in persons not previously exposed to hepatitis A". Cochrane Database Syst Rev. 7: CD009051. doi:10.1002/14651858.CD009051.pub2. PMID 22786522.
11. ↑  Patient Information Leaflet, sanofi pasteur, July 2010.
12. ↑  Epaxal Arkiveret 19. januar 2011 hos  Wayback Machine, Crucell website.
13. ↑  Full Prescribing Information, GlaxoSmithKline, July 2010.
14. ↑  "VAQTA® (Hepatitis A Vaccine, Inactivated)" (PDF). FDA.gov: Merck & CO., INC. s. 11. Hentet 7. februar 2014.
15. ↑  "Arkiveret kopi" (PDF). Arkiveret fra originalen (PDF) 4. marts 2016. Hentet 20. juli 2016.
16. ↑  "Vaccines and immunisation | Consumer Info | Medical Info | NPS MedicineWise". Arkiveret fra originalen 1. oktober 2015. Hentet 20. juli 2016.